# Vancouverská umělecká galerie

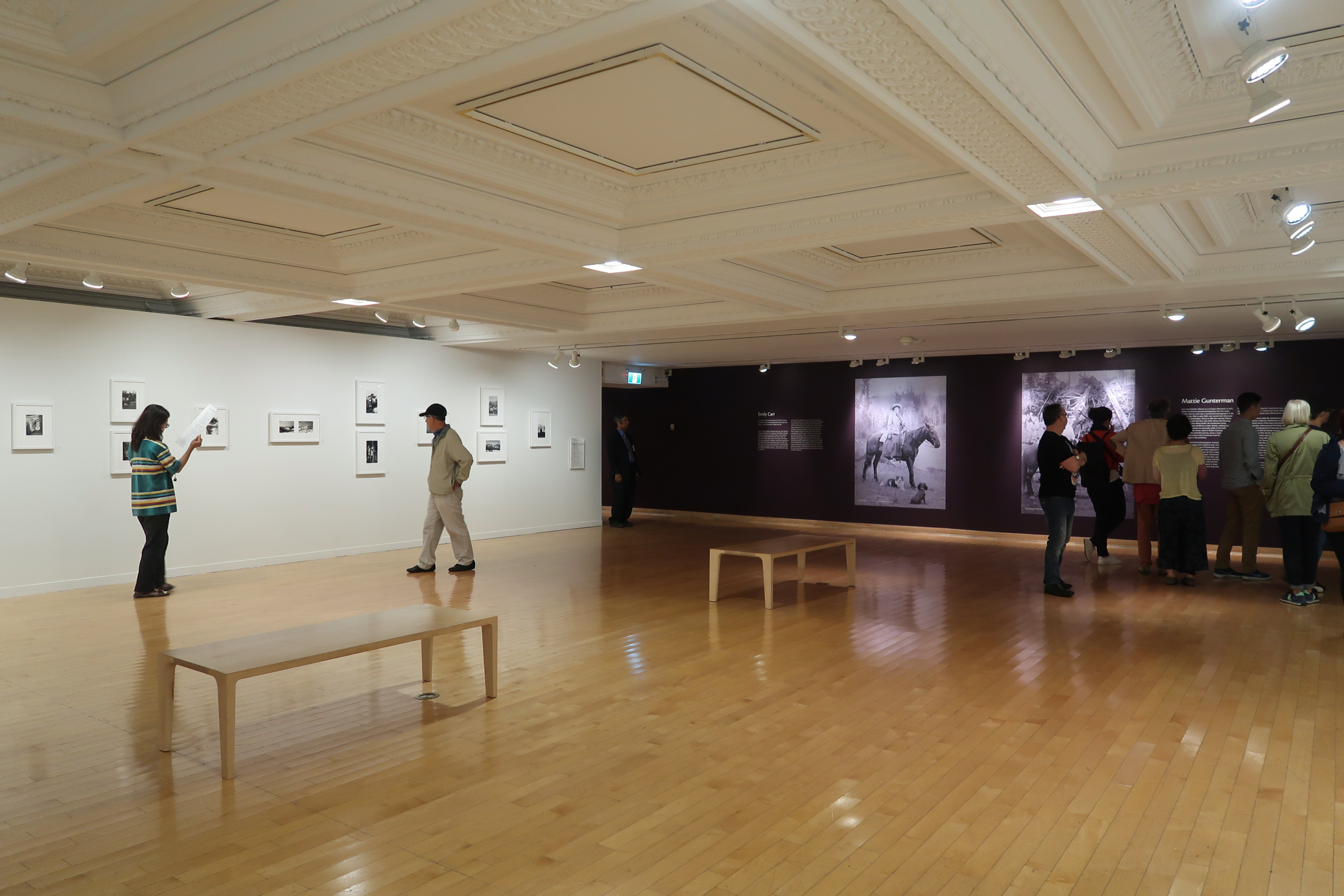
Díla ze stálé sbírky vystavené v galerii

Vancouverská umělecká galerie (Vancouver Art Gallery, VAG) je muzeum umění ve Vancouveru v Britské Kolumbii v Kanadě. Muzeum bylo otevřeno v roce 1931, nachází se v centru Vancouveru a má 15,3 tisíce metrů čtverečných plochy, což z něj činí největší muzeum umění v západní Kanadě podle velikosti budovy. Budova, kterou muzeum v současné době zabírá, byla navržena Francisem Rattenburym jako soud, počátkem 80. let byla přebudována na muzeum. Od roku 1980 je památkově chráněná. Uvažje se o přemístění muzea do nové budovy v Larwill Parku.
Stálá sbírka umělecké galerie ve Vancouveru shromažďuje umění z oblasti Lower Mainland a zahrnuje přibližně 12 tisíc děl umělců z Kanady i celého světa. Kromě její prezentace muzeum navíc hostuje putovní umělecké výstavy.

## Stálá sbírka
K prosinci 2018 měla stálá sbírka Vancouverské umělecké galerie přibližně 12 000 děl kanadských a mezinárodních umělců. Stálá sbírka muzea je formálně vlastněna městem Vancouver, přičemž muzeum působí jako správci sbírky na základě nájemní a licenční smlouvy. Stálá sbírka funguje jako hlavní úložiště děl vzniknuvších v regionu Lower Mainland, přičemž muzejní akvizice se obvykle zaměřují na historické a současné umění z regionu. Přibližně polovinu děl v jeho sbírce vytvořili umělci ze západní Kanady. Kromě umění z regionu se sbírka zaměřuje také na umění prvních národů a umění z Asie. Sbírka muzea je uspořádána do několika menších oblastí, současné umění z Asie, fotografie a konceptuální fotografie, díla domorodých kanadských umělců z regionu a umělců z Vancouveru a Britské Kolumbie.
Sbírka fotografií a konceptuálního umění muzea zahrnuje fotografie od 50. let 20. století do současnosti a zahrnuje fotografie od uměleckého kolektivu N.E. Thing Co., fotografů z Vancouverské školy, konceptuální fotografie a dalších umělců včetně Dana Grahama, Andrease Gurskyho, Thomase Ruffa, Cindy Shermanové, Roberta Smithsona nebo Thomase Strutha. Sbírka současného asijského umění muzea zahrnuje díla autorů, jako jsou například: Eikó Hosoe, Mariko Mori, Fiona Tan, Jin-me Yoon, Reena Saini Kallat, Song Dong, Wang Du, Wang Jianwei, Yang Fudong a O Zhang.

## Galerie

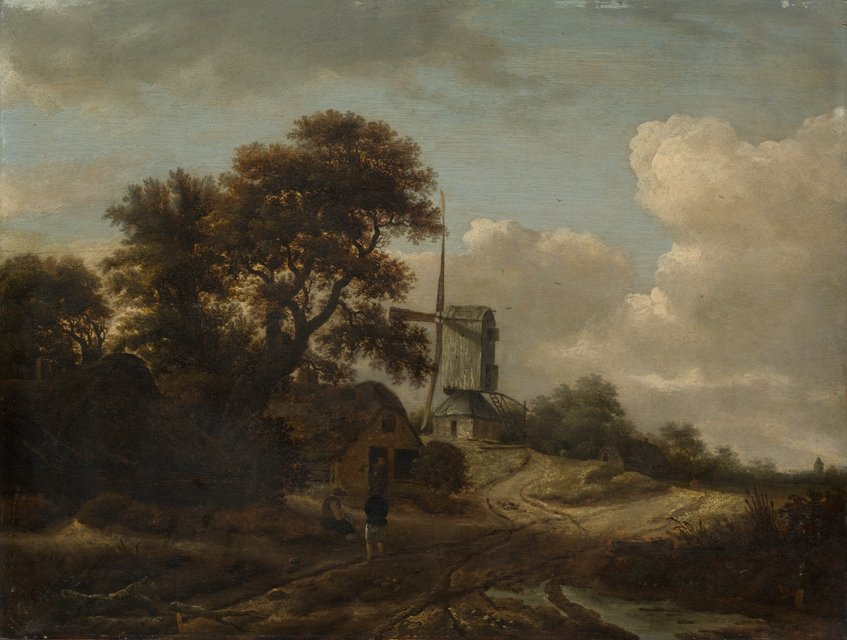
Roelof de Vries, Krajina s potokem a větrným mlýnem
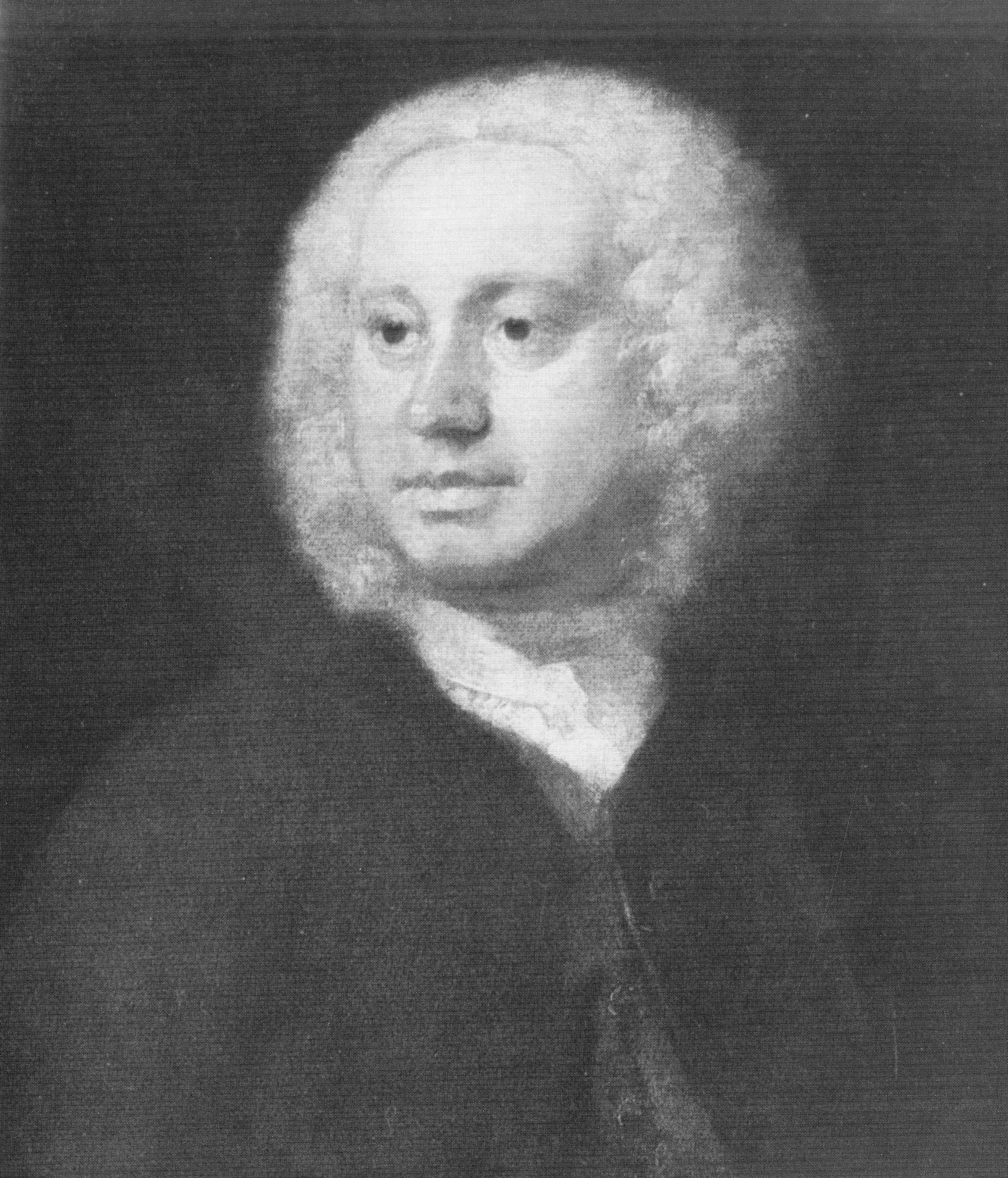
William Hogarth, Pan Bridgeman, asi 1725–1730
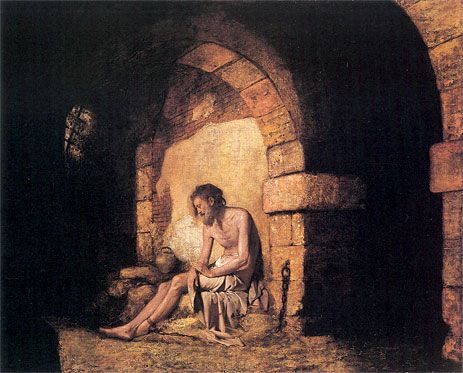
Joseph Wright of Derby, Zajatec, 1774
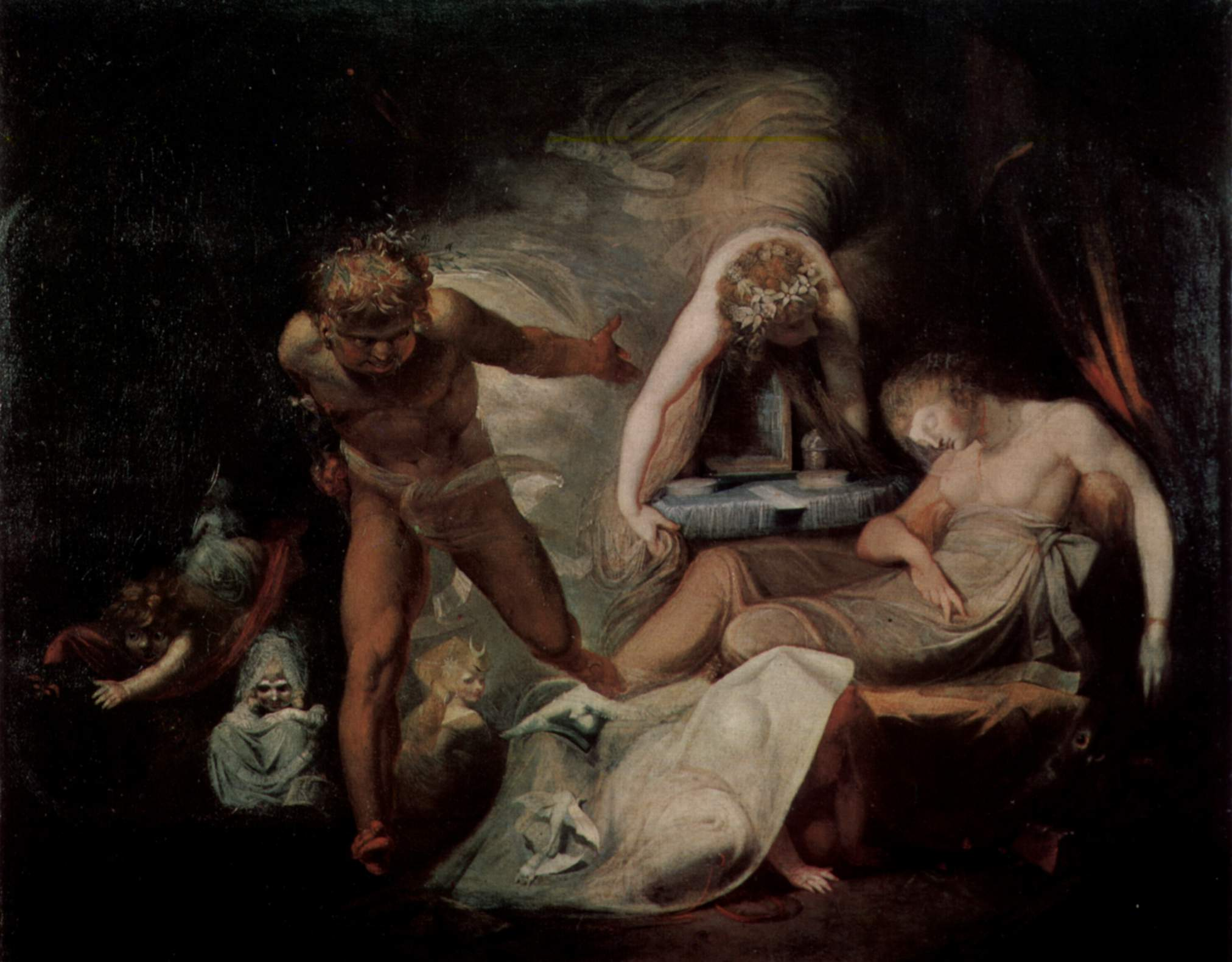
Henry Fuseli, Belindin sen, asi 1780–1790
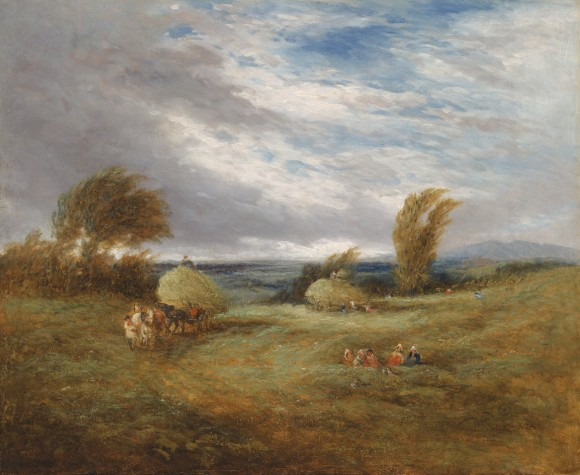
David Cox, Na louce, 1850
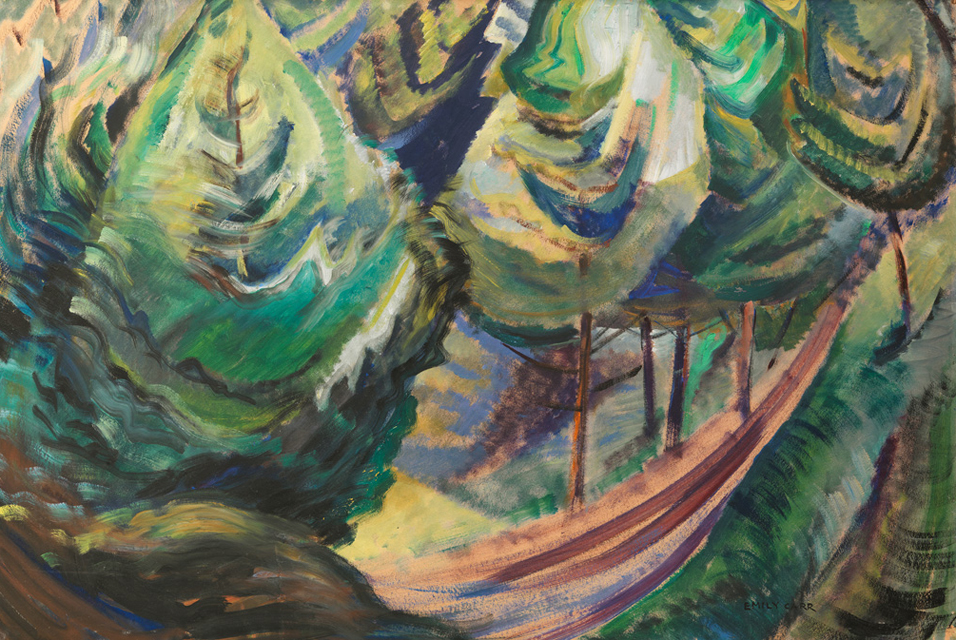
Emily Carrová, Cesta mezi borovicemi, asi 1930
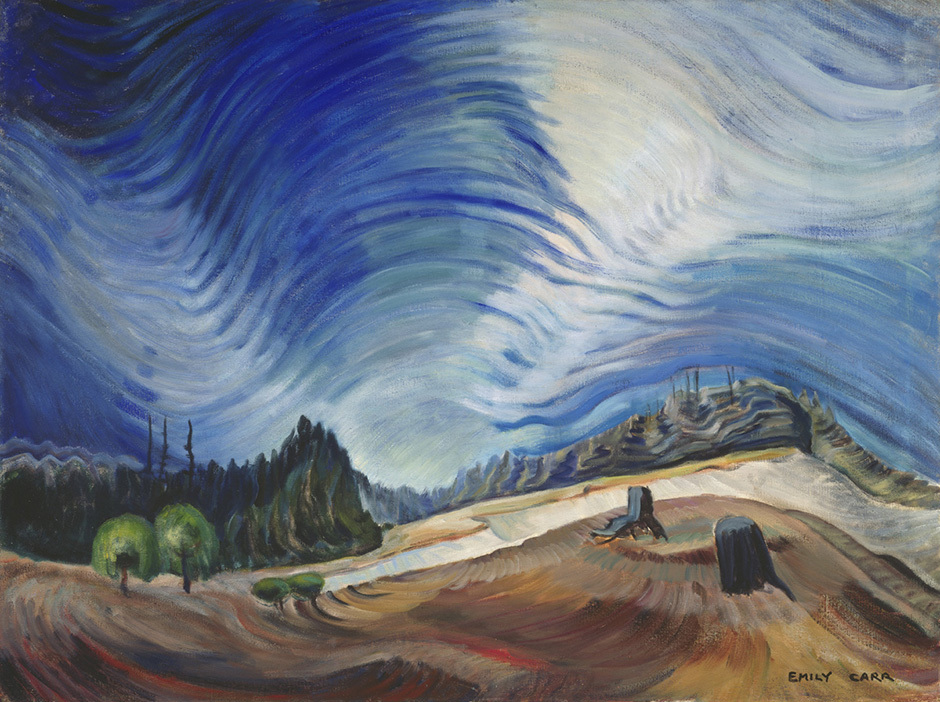
Emily Carrová, Nad štěrkovnou, 1937